# Léo Canhoto & Robertinho
Léo Canhoto & Robertinho foi uma dupla de cantores da música sertaneja brasileira formada por Leonildo Sachi (Anhumas, 27 de abril de 1936 — São Paulo, 25 de julho de 2020), o Léo Canhoto, e José Simão Alves (Água Limpa, 9 de fevereiro de 1944), o Robertinho, em 1969 na cidade de Goiânia.

## Biografias
Leonildo Sachi (Anhumas, 27 de abril de 1936 — São Paulo, 25 de julho de 2020), mais conhecido como Léo Canhoto, foi um empresário, cantor e compositor. Nascido no interior de São Paulo, mas criado no Paraná, ganhou o apelido por inverter as cordas do violão para tocá-lo. Iniciou a carreira, cantando em picadeiros de circo. "Maurinho e Zé Canhoto" foi a sua primeira dupla, gravando o disco "Os Canarinhos do Sertão". Em 1969, uniu-se com José Simão Alves, formando a "Léo Canhoto e Robertinho". A partir da década de 1960, destacou-se como compositor, fornecendo músicas para duplas como: "Zilo & Zalo", "Pedro Bento & Zé da Estrada", "Zico & Zéca"; ou para trios, como "Luizinho, Limeira e Zezinho". Sua primeira música gravada como compositor, foi "Engano do Carteiro", no disco da dupla "Zico e Zéca". Também empresariou e produziu várias duplas, como "Sulino e Marrueiro" ou "Vieira e Vieirinha". Depois que a dupla de desfez pela segunda vez em 2017, Léo fez parceria com Dino Santos. Morreu em 25 de julho de 2020, aos 84 anos, em decorrência de uma sequências de paradas cardíacas.
José Simão Alves (Água Limpa, 9 de fevereiro de 1944), mais conhecido como Robertinho, apelido ganho por ser fã incondicional de Roberto Carlos, é um cantor e compositor. Depois de tentar a vida como tintureiro, sapateiro e tratorista, iniciou a carreira artística em Buriti Alegre no trio "Jota, Jotinha e Marquinho". Depois de gravar um disco, o trio se desfez e em 1968, conheceu Leonildo Sachi com quem formaria a "Léo Canhoto e Robertinho", em 1969.

## Trajetória artística

### 1969 - 1983
A dupla, formada em 1969, foi pioneira na utilização de instrumentos eletrônicos, revolucionando a música sertaneja, quando eram só usadas a viola e violão. Em alguns dos seus shows, eram utilizados contrabaixos, teclados e guitarras, porém; como várias apresentações ocorriam em circos e a energia elétrica era deficitária nestes locais, shows com equipamentos eletrônicos eram raros no início de carreira. Também inovaram na aparência, usando óculos escuros, cabelos compridos e roupas extravagantes.
Ainda em 1969, gravaram, pela RCA Victor, seu primeiro disco. Em 1972, se tornam a primeira dupla sertaneja a ganhar um disco de ouro, com o sucesso da música "Apartamento 37".
Em 1975, lançam a música "O Presidente e o Lavrador". Esta composição agradou o então presidente do Brasil, Ernesto Geisel, que os condecorou com a medalha do "brasão da República".
Em 1977, se arriscaram no cinema, protagonizando o filme Chumbo Quente, escrito por Léo Canhoto. Esta iniciativa, desencadeou alguns trabalhos na área, como a atuação do longa-metragem "Chumbo Quente" (1978), dirigido por Clery Cunha. Léo e Robertinho trabalharam como atores no filme e Léo ajudou a escrever os argumentos, além de lançarem um disco com as músicas do filme. Em 1979, a canção "Motorista de Caminhão", composta pela dupla, é escolhida para integrar a trilha sonora do seriado da TV Globo, Carga Pesada.
Neste período, lançam vários sucesso, como "Segura a Peteca" (1979) ou parodiam a Jovem Guarda, como em "Meu Carango" (1976), uma alusão ao "O Calhambeque", presente no disco É Proibido Fumar, de Roberto Carlos.
Outra música da dupla que ganha simpatia pelos presidentes militares é "Minha Pátria Amada" (1971). Tanto "O Presidente e o Lavrador" como "Minha Pátria Amada", são canções ufanistas e de apoio ao regime totalitária da época. Outra forma de ganhar fãs, são as músicas com diálogos e efeitos sonoros inspirados nos filmes spaghetti western das décadas de 1960 e 1970, como "Jack, o Matador" (1969), "Homem Mau" (1969), "Rock Bravo Chegou para Matar" (1970) ou "Buck Sarampo" (1971).
Em 1983, a dupla se desfez.

### 1989 - 2017
Após um breve período separados, quando Léo preferiu uma carreira solo, a dupla é refeita em 1989.
No reinício deste período, ganham espaço com o novo sertanejo da década de 1990, fazendo participações em trabalhos de duplas como Chitãozinho e Xororó ou Milionário e José Rico e compondo músicas como "Vou Tomá um Pingão" ou "Último Julgamento" (ambas de 1997).
Em 2017, Leonildo e José Simão terminam a dupla definitivamente. Em 2020, Leo Canhoto faleceu aos 84 anos.

## Discografia (incompleta)
A dupla gravou mais de 30 discos e dois DVDs:
- (1969) O Homem Mau
- (1970) Rock Bravo Chegou Para Matar
- (1971) Buck Sarampo
- (1972) Lobo Negro
- (1973) Amazonas Kid
- (1975) O Valentão Da Rua Aurora
- (1976) O Homem Da Cruz
- (1977) Delegado Jaracuçu
- (1978) Mundo Cão
- (1980) Canção Do Carreteiro
- (1981) Terezinha
- (1982) Pedro Querosene
- (2006) Não Ás Drogas